# Muhammad al Muwaylihi
Muhammad al Muwaylihi (in arabo محمد إبراهيم عبد الخالق المويلحي‎?; 1868 – 1930) è stato uno scrittore arabo che in epoca moderna riprese il genere delle maqāmāt, un genere letterario tipico della letteratura classica, traducibile con l'espressione "sedute". Le tematiche care a questo genere erano abbastanza licenziose e vivaci: si narravano le vicende ed avventure di alcuni personaggi noti per la loro spiccata furbizia o per la loro eccessiva semplicità..
La sua neo maqamat più famosa è intitolata hadith 'isa ibn hisham aw fatrah min al zaman (Il discorso di 'isa ibn hisham, ovvero un intervallo di tempo). Quest'opera venne pubblicata per la prima volta a puntate sulla rivista del padre al misbah al sharq (La lampada dell'oriente) nel 1898. Il testo racconta di un singolare incontro tra l'autore stesso e un pascià turco dell'epoca del sovrano illuminato Muhammad 'Ali, miracolosamente risorto. Il pascià chiede ad al Muwaylihi di accompagnarlo in giro per la città per discorrere e criticare i cambiamenti avvenuti nella società egiziana di fine '800.
L'opera si può definire appartenente al genere delle neo maqamat per lo stile, ma si può ritenere una delle prime opere di struttura romanzesca con contenuto sociale. Infatti, nonostante la trama non sia ben strutturata e i personaggi spesso appaiono e scompaiono dalle vicende senza una giustificazione, c'è una storia di base con un inizio, un'evoluzione degli eventi (anche se inverosimili) e un finale convincente. Nonostante la costante presenza della voce del narratore (tipico del genere delle maqamat classiche) e, talvolta, la pesantezza della lingua (anche questo aspetto caratterizzante della letteratura classica) l'opera può comodamente essere considerata "un ponte tra le forme e lo stile della prosa classica, o neo classica, e dell'esordiente tradizione del romanzo" (Roger Allen).